# 遥かなる走路
『遙かなる走路』（はるかなるそうろ）は、豊田喜一郎の生涯を描いた1980年の日本映画。木本正次の原作『夜明けへの挑戦』を佐藤純彌監督が映画化したものである。

## キャスト
- 市川染五郎 : 豊田喜一郎
- 米倉斉加年 : 豊田利三郎
- 田村高廣 : 豊田佐吉
- 中野良子 : 愛子
- 白都真理 : 二十子
- 岩崎加根子 : たみ
- 地井武男 : 管隆俊
- 下川辰平 : 石田退三
- 山谷初男 : 佐藤亀次郎
- 佐野浅夫 : 岡本藤次郎
- 小池朝雄 : 岡部岩太郎
- 河原崎次郎 : 隈部一雄
- 福田豊土 : 坂薫
- 神山繁 : 神谷正太郎
- 蟹江敬三 : 山口昇
- 浜田寅彦 : 野末弥七
- 谷村昌彦 : 一宮運送・荷主
- 高橋淳 : 豊田章一郎
- 佐藤仁哉 : 豊田英二
- 松本金太郎 : 少年時代の喜一郎
- 有島一郎 : 谷口房蔵
- 川津祐介 : 加藤誠之
- 三橋達也 : 大島理三郎
- 司葉子 : 浅子
- 丹波哲郎 : 西川秋次

## スタッフ
- 監督：佐藤純彌
- 脚本: 新藤兼人
- 企画：大塚和
- 制作補：脇田雅丈、坊野貞男
- 原作：木本正次
- 撮影：並木宏之
- 美術：芳野尹孝、横山豊
- 音楽：ゴダイゴ
- 編集：太田和夫
- 製作協力：トヨタ自動車
- 製作：松竹＝日本シネセル＝アビプロ